# Francisco Ribeiro de Menezes

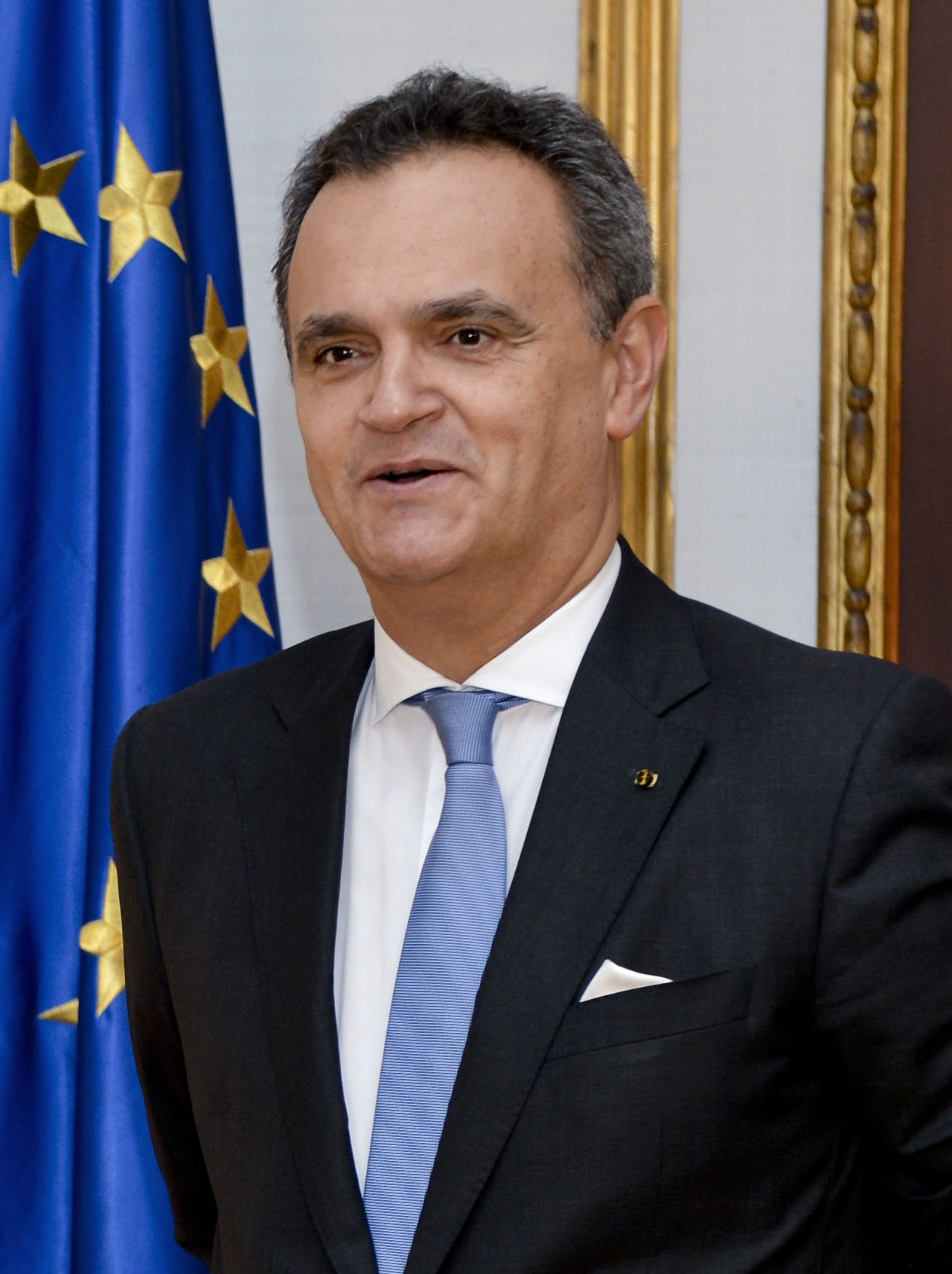
Francisco Ribeiro de Menezes in Madrid am 4. Dezember 2014, als angehender Botschafter

Francisco Pimentel de Mello Ribeiro de Menezes (* 15. Juli 1965 in Lissabon) ist ein portugiesischer Diplomat. Vor seiner Laufbahn als Botschafter war er in den 1980er Jahren in Portugal als Liedtexter und gelegentlicher Keyboarder der stilprägenden Band Sétima Legião bekannt.

## Leben
Menezes stammt aus einer Diplomatenfamilie, sein Vater ist der Botschafter Pedro José Ribeiro de Menezes. Er wuchs in einer Vielzahl Länder auf, darunter vor allem Argentinien, Frankreich, die Vereinigten Staaten und Portugal, zusammen mit seinem jüngeren Bruder, dem Historiker Filipe Ribeiro de Meneses (* 1969).
1982 wurde Menezes Mitglied der wegweisenden portugiesischen Pop/Rock-Band Sétima Legião, für die er alle Texte schrieb. Bis 1983 tat er dies noch von seinem elterlichen Wohnort USA aus, danach ging er zum Studium nach Lissabon. Sein Cousin Pedro Oliveira hatte die Band 1982 mitbegründet.
Nach Abschluss seines Studiums der Rechtswissenschaften an der Universität Lissabon ging Menezes 1990 in das Außenministerium Portugals, wo er sechs Jahre lang im Büro des Außenministers Jaime Gama tätig war. Anschließend ging er in den Diplomatischen Dienst Portugals und arbeitete insbesondere an der Portugiesischen Botschaft in Madrid und in der Ständigen Vertretung Portugals bei der NATO. Ab 2006 leitete Menezes das Büro des Außenministers Luís Filipe Marques Amado.
Am 8. September 2010 wurde Menezes mit dem Großkreuz des Portugiesischen Ordens für Verdienst ausgezeichnet.
Von 2010 bis 2011 war er Portugiesischer Botschafter in Schweden, wo er zuvor bereits eine Zeit in der Botschaft tätig gewesen war. 2011 holte der neugewählte Premierminister Pedro Passos Coelho ihn als Büroleiter zu sich. Menezes’ Ehefrau Teresa und Coelho sind alte Bekannte und politische Weggefährten.
Von 2015 bis 2020 war Menezes Portugiesischer Botschafter in Spanien. Von 2020 bis 2025 war er Portugiesischer Botschafter in Deutschland. 2025 wurde er Portugiesischer Botschafter in Frankreich.
Bis zur Auflösung der Band 2003 blieb Menezes zudem Mitglied bei Sétima Legião und schrieb daneben auch für die Gruppe Madredeus einige Texte. Sétima Legião taten sich 2012 für eine Reihe Konzerte wieder zusammen, bei denen auch Menezes wieder dabei war und Keyboard bei ihren Auftritten spielte. Zudem schreibt er privat weiter Liedtexte und Gedichte.

## Auszeichnungen (Auswahl)
- 1999: Verdienstorden der Bundesrepublik Deutschland (Offizier)
- 1999: Brasilianischer Rio-Branco-Orden (Offizier)
- 2000: Orden de Isabel la Católica (Ritterkreuz, entspricht Offizier)
- 2009: Verdienstorden der Bundesrepublik Deutschland (Großes Verdienstkreuz, entspricht Komtur)
- 2010: Portugiesischer Verdienstorden (Großkreuz)

Insgesamt erhielt Menezes Auszeichnungen von 15 Ländern (Stand Januar 2020).